# 越中隆広
越中隆広（えっちゅう たかひろ、1980年6月 - ）は、日本の財務官僚。新潟県知事政策局長。

## 来歴
神奈川県出身。慶應義塾大学経済学部経済学科卒業。2004年 財務省入省（理財局国債企画課）。2009年6月 留学（エディンバラ大学）。
2013年6月 大臣官房信用機構課長補佐。同年9月 主税局総務課長補佐。2015年7月 理財局計画官補佐（経済産業第一、二係）。日本政策金融公庫やJOGMEC（エネルギー・金属鉱物資源機構）の財政投融資を担当。2017年7月 主計局主計官補佐（国土交通第五係主査）。その後は主計局主計官補佐（環境第一、二係主査）、理財局計画官補佐（内閣・財務係）、理財局国債企画課長補佐などを経て、2021年7月 理財局財政投融資総括課長補佐兼理財局財政投融資総括課企画調整室長。2022年7月 理財局総務課長補佐兼理財局総務課政策調整室長。
2023年7月から新潟県知事政策局長。

## 略歴
- 2004年4月：財務省入省（理財局国債企画課）[2][3]。
- 2005年5月：理財局国債業務課。
- 2006年：高松国税局調査査察部。
- 2007年7月：内閣府政策統括官付参事官付政策企画専門職。
- 2009年6月：留学（エディンバラ大学）[2][3]。
- 2010年：外務省在フィリピ日本大使館二等書記官。
- 2013年6月：大臣官房信用機構課長補佐。
- 2013年9月：主税局総務課長補佐。
- 2014年7月：主税局税制第一課長補佐。
- 2015年7月：理財局計画官補佐（経済産業第一、二係）。
- 2016年6月：理財局国債業務課長補佐。
- 2017年7月：主計局主計官補佐（国土交通第五係主査）。
- 2018年7月：主計局主計官補佐（環境第一、二係主査）。
- 2019年7月：理財局計画官補佐（内閣・財務係）。
- 2020年7月：理財局国債企画課長補佐。
- 2021年7月：理財局財政投融資総括課長補佐 兼 理財局財政投融資総括課企画調整室長。
- 2022年7月：理財局総務課長補佐 兼 理財局総務課政策調整室長。
- 2023年7月：新潟県知事政策局長。